# Chengdu Open 2023
Chengdu Open 2023 a fost un turneu de tenis care s-a jucat pe terenuri cu suprafață dură, în aer liber. A fost cea de-a 5-a ediție a Chengdu Open și a făcut parte din seria ATP 250 din circuitul ATP 2023. A avut loc la Chengdu, China, în perioada 20–26 septembrie.

## Campioni

### Simplu
Pentru mai multe informații consultați Chengdu Open 2023 – Simplu

### Dublu
Pentru mai multe informații consultați Chengdu Open 2023 – Dublu

## Distribuția punctelor
| Probă  | C   | F   | SF | QF | R16 | R32 | Q   | Q2  | Q1  |
| Simplu | 250 | 150 | 90 | 45 | 20  | 0   | 12  | 6   | 0   |
| Dublu  | 250 | 150 | 90 | 45 | 0   | N/A | N/A | N/A | N/A |

### Premii în bani
| Probă  | C         | F         | SF       | QF       | R16      | R28      | Q2      | Q1      |
| Simplu | 175.340 $ | 102.285 $ | 60.130 $ | 34.840 $ | 20.230 $ | 12.365 $ | 6.180 $ | 3.375 $ |
| Dublu* | 60.920 $  | 32.600 $  | 19.120 $ | 10.680 $ | 6.290 $  | N/A      | N/A     | N/A     |

*per echipă